# Isadelphina albistellata
Isadelphina albistellata là một loài bướm đêm trong họ Noctuidae.